# Jerlev Sogn
Jerlev Sogn ist eine Kirchspielsgemeinde (dän.: Sogn) im südlichen Dänemark. Bis 1970 gehörte sie zur Harde Jerlev Herred im damaligen Vejle Amt, danach zur Egtved Kommune im erweiterten Vejle Amt, die im Zuge der  Kommunalreform zum 1. Januar 2007 in der „neuen“  Vejle Kommune in der Region Syddanmark aufgegangen ist.
Im Kirchspiel leben 1098 Einwohner, davon 803 im Kirchdorf (Stand:1. Januar 2023). Im Kirchspiel liegt die Kirche „Jerlev Kirke“.
Nachbargemeinden sind im Norden Skibet Sogn, im Osten Højen Sogn, im Süden Øster Starup Sogn und im Westen Ødsted Sogn.